# Ceclava Czapska
Ceclava Czapska (2 de enero de 1899 - 1 de diciembre de 1970, Roma) fue la más conocida de las muchas impostoras que afirmaron ser la gran duquesa María, hija de Nicolás II y Alejandra. No obstante, ella jamás tuvo ninguna pretensión pública, fue su nieto Alexis quien lo afirmó. 
Para demostrar su identidad su nieto presentaba un documento en francés, que supuestamente le había entregado ella, que decía:
Declaro aquí que yo,  Ceclava «Di Fonzo» Czapska, a los ojos de la ley en Europa occidental he vivido, desde 1920, bajo una falsa identidad, para mi salvaguardia. Nacida en Peterhof el 14 de junio de 1899, María Nicolaievna, hija de Sus Majestades (Nicolás II y Alejandra). La mañana del 6 de octubre de 1918, en la ciudad de Perm, donde estuvimos desde el 19 de julio, mi madre y mis tres hermanas fuimos separadas la una de la otra y llevadas a un tren. Llegué a Moscú el 18 de octubre, donde Jorge B. Chicherin, primo del conde Czapski, me confió al representante ucraniano bajo el apellido Czapski para partir en tren militar hacia Kiev. Estuve protegida, en Kiev, por el general príncipe Alejandro N. Dolgoruky, comandante de Ucrania y padre de mi legítimo esposo príncipe Dolgoruky, llamado «Di Fonzo», quien recibió dicha identidad extendida a mi persona por orden de la reina Elena N. en 1920. Al no tener noticias de mi hermana Tatiana N. y al no tener descendencia mi hermana Olga, en mi condición de heredera natural al trono, instituyo como heredero universal a mi único nieto, hijo de mi hija primogénita Beatriz, Alexis, nombrándolo como mi único sucesor, con todos mis derechos, con el patronímico de Romanov-Dolgoruky, para él solo y su descendencia, como zarévich y gran duque. 
Bruselas, 10 de febrero de 1970, María Nicolaievna (condesa di Fonzo) Dolgoruky.»

## Salida de Rusia y evacuación

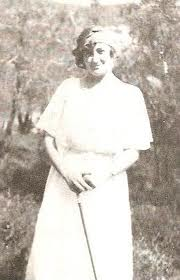
Ceclava o María en 1919

Según su versión, la zarina y las grandes duquesas fueron trasladadas desde Ekaterimburgo a Perm. Más tarde, ella fue llevada a Moscú, llegando el 18 de octubre de 1918, y fue escoltada hasta un apartamento donde se reunió con Georgi Chicherin, ministro de Asuntos Exteriores soviético, el cual le informó que sería trasladada a Kiev. El cónsul de la embajada de Ucrania en Moscú le dio un pasaporte con el nombre de condesa Ceclava Czapska, un título nobiliario vinculado al conde Czapski, familiar de Chicherin. El día 30 de octubre abandonó Moscú dirección Ucrania. 
Allí fue protegida por gobierno del hetman Pavló Skoropadski, y sobre todo por el general Alejandro Dolgorouky, comandante de los Ejércitos de Ucrania (Generalísimo). Conoció a quien sería su futuro esposo, el príncipe Nicolás Dolgorouky, primogénito del general Alejandro, comprometiéndose con él en el palacio de Mariinsky, el 14 de diciembre de 1918, el mismo día que el hetman cedía sus poderes debido a la pérdida de influencia por la retirada de las tropas alemanas, al general Alejandro, que fue proclamado volodar (rey). 
Cuando el ataman Simon Petliura se alzó contra el volodar, Ceclava y Nicolás huyeron a Rumanía junto a la hermana de este, María Dolgoroukoya y su esposo, el príncipe rumano Miguel Cantacuzino. En Rumanía estuvieron bajo la protección del rey Fernando I de Rumanía y su esposa la reina María. El 20 de enero de 1919, Ceclava y el príncipe Nicolás Dolgorouky se casaron en la iglesia del Palacio Real de Sinaia, actuando como testigos los reyes de Rumanía y algún miembro de la familia real rumana.  Lo más probable es que de la ceremonia pueda quedar constancia en el archivo de Estado de aquel país, quizá con alguna indicación sobre la verdadera identidad de la novia.

## Viaje y estancia en Italia y en otros lugares
Estando en Rumanía, recibieron una invitación del sultán Mehmed VI para refugiarse en Constantinopla, en la embajada de Ucrania en el Imperio otomano. Luego, el Ministerio de Asuntos Exteriores del reino de Italia, por orden de los reyes de Italia, Víctor Manuel III y Elena, les enviaron vía valija diplomática unos pasaportes a nombre de Nicolás y Cecilia (Ceclava en italiano) di Fonzo, condes di Fonzo. Como ciudadanos italianos, el matrimonio viajó por algunos lugares de Europa, entre Bucarest, Roma, Amberes y Berlín. Se instalaron provisionalmente en Amberes, bajo la protección del cardenal Desiderio José Mercier. Entre 1924 y 1926, Nicolás viajó a Estados Unidos, y el 10 de febrero de 1927, nació en Amberes la primera hija del matrimonio, Olga Beatriz di Fonzo (Dolgorouky). 
Unos meses después, el 1 de noviembre, la familia Dolgorouky (bajo la identidad di Fonzo), se trasladó al Congo Belga con una pequeña comitiva formada por varias personas de su confianza, como el conde Ralgine, antiguo gentilhombre de la emperatriz Alejandra Fiódorovna. Permanecerán allí durante diez años, viviendo de la fortuna del príncipe Nicolás que guardaba en bancos europeos y americanos. El 15 de octubre de 1930 nació la segunda y última hija de la pareja, Julia Yolanda di Fonzo (Dolgorouky).
Cecilia di Fonzo falleció el 1 de diciembre de 1970 en Roma.

## Prueba ADN de identidad
Después de la disolución de la URSS, se ubicó el lugar donde se encontraba enterrada la familia imperial. En 1991 se exhumaron los cuerpos, pero entre los restos no se encontraban ni María ni Alexei. La gran duquesa, junto al resto de la familia, fue canonizada como mártir por la Iglesia ortodoxa en el exilio en el año 2000.
La  Granduquesa María no escapó a los diversos rumores que parecían asegurar la supervivencia de uno o más miembros de la familia imperial. Sin embargo, más tarde se comprobó que ni ella ni Anastasia sobrevivieron. En la década de 1990, se sugirió que María podría haber sido la gran duquesa cuyos restos faltaban de la tumba Románov descubierta cerca de Ekaterimburgo, Rusia y que fueron exhumados en 1991. Sin embargo, otros restos fueron descubiertos en 2007, y el análisis de ADN posteriormente demostró que toda la familia imperial había sido asesinada en 1918.
En 2007 se anunció el descubrimiento de los cuerpos de los dos hijos del zar y que tras realizarles las pruebas de ADN, fueron identificados. Efectivamente, en abril de 2008 un laboratorio confirmó que los restos encontrados en 2007 correspondían a María y a Alexei, dando punto final a la historia de la última familia imperial de Rusia.